# Белокрылый расписной малюр
Белокрылый расписной малюр (лат. Malurus leucopterus) — вид воробьиных птиц семейства малюровых. Вид живёт в сухих районах центральной Австралии. Распространён от центральной части Квинсленда и Южной Австралии до запада Австралии. Как и другие малюры, вид отличается заметным половым диморфизмом, который проявляется в ярком наряде самца во время сезона размножения. Самка песочно-коричневого цвета со светло-голубыми перьями хвоста. Самцы больше самок и имеют ярко-синий брачный наряд, чёрный клюв и белые крылья. Молодые зрелые самцы почти не отличаются от самок и часто являются особями в брачном наряде. Стаи белокрылых расписных малюров весной и летом имеют ярких старших самцов в сопровождении небольших, невзрачных коричневых птиц, которые по ошибке иногда принимаются за самок. Существуют три подвида. Помимо материкового подвида, один обитает на острове Дерк-Хартог, а другой — на острове Барроу у побережья Западной Австралии. Самцы с этих островов имеют чёрный, а не синий брачный наряд.
Белокрылый расписной малюр питается, в основном, насекомыми, дополняя рацион мелкими плодами и листовыми почками. Птица встречается в пустоши и пустынных низких кустарниках, которые являются укрытиями. Как и другие расписные малюры, птица — кооперативно гнездящийся вид, небольшие группы которого охраняют и защищают территории круглый год. Группы состоят из социально моногамных пар с несколькими птицами-помощниками, которые воспитывают молодые особи. Этими помощниками являются отпрыски, которые достигли половой зрелости, но остались в семейной группе на один год или более лет после оперения. Белокрылый расписной малюр имеет склонность устраивать беспорядочные половые связи и участвовать в воспитании молодых особей из других пар, хотя этот факт ещё генетически не подтверждён. Во время брачных игр самцы срывают с цветов лепестки и дарят их самкам.

## Таксономия
Птица впервые была поймана французскими натуралистами Жаном Рене Констаном Куа и Жозефом-Полем Гемаром в сентябре 1818 года во время экспедиции Луи де Фрейсине вокруг Южного полушария. Чучело этой птицы было потеряно во время кораблекрушения, однако осталась картина под названием Mérion leucoptère Жака Араго, которая привела к описанию птицы в 1824 году французским учёным-орнитологом Шарлем Дюмоном де Сент-Круа. Название вида происходит от древнегреческих слов leuko — «белый» и pteron «крыло».
По иронии судьбы, первая птица была чёрным подвидом с острова Дерк-Хартог, который не удавалось найти в течение 80 лет. Тем временем был открыт широко распространённый синий подвид, который был описан в качестве отдельного вида Джоном Гульдом в 1865 году. Белокрылый подвид, добытый в Новом Южном Уэльсе получил название Malurus cyanotus, а белоспинный — Malurus leuconotus. До начала 20-го века учёные не догадывались, что обе материковые формы с синим оперением являлись одним и тем же видом. Джордж Мэк, орнитолог из Национального музея штата Виктория, в своей редакции 1934 года полагал, что видовое название leuconotus имеет номенклатурный приоритет, который был подтверждён более поздними исследованиями. Область спины между предплечьями на самом деле лысая, поскольку перья, которые появляются в плечевой области, закрывают её со всех сторон. Эта расцветка сбила с толку первых натуралистов, которые описали виды с белой и синей спиной.
Белокрылый расписной малюр часто называли сине-белым крапивником, а ранние исследователи, такие как Норман Фавалоро из Виктории, упоминал это имя. Однако белокрылый расписной малюр, как и другие расписные малюры, не являются близкими родственниками настоящих крапивников из семейства крапивниковых. Ранее птица являлась представителем старого семейства мухоловковых, затем славковых, а затем в 1975 году была помещена в новое семейство малюровых. Недавно проведённый анализ ДНК показал, что семейство малюровых находится в близкородственной связи с медососовыми и радужными птицами, которые принадлежат большому надсемейству Meliphagoidea.
В семейство малюровых входит 12 видов рода расписных малюров. Рассматриваемый вид является близким родственником красноспинного расписного малюра, образующий филогенетическую кладу с белоплечим расписным малюром из Новой Гвинеи. Эти три вида, названные Ричардом Шоддом «двухцветными крапивниками», отличаются отсутствием рисунков на голове и ушных пучков, а также однородным чёрным или голубым оперением, контрастирующим с расцветкой плеча и крыльев. Географически они заменяют друг друга в северной Австралии и Новой Гвинее.

### Подвиды
Существуют три признанных подвида белокрылого расписного малюра. Оба подвида с чёрным оперением получили название чёрно-белый расписной малюр.
- M. l. leuconotus является эндемиком материковой части Австралии и отличается тем, что он единственный подвид, у которого самцы имеют заметное сине-белый брачный наряд[18]. Название этой подвида происходит от древнегреческих слов leukos — «белый» и notos — «назад»[4]. Птицы в южной части ареала, как правило, меньше, чем в северной[19].
- M. l. leucopterus встречается на острове Дерк-Хартог у западного побережья Австралии, самцы которого имеют чёрно-белое оперение[18]. Этот подвид из трёх самый маленький и имеет равномерно длинный хвост[19]. Повторно он был пойман в 1916 году Томом Картером спустя 98 лет после экспедиции Луи де Фрейсине[20].
- M. l. edouardi, как и у M. l. leucopterus, самцы с чёрно-белым оперением, и встречается на острове Барроу у западного побережья Австралии[18]. Этот подвид крупнее, чем M. l. leucopterus, но имеет более короткий хвост. Самки имеют светло-коричневое оперение, в то время как у других подвидов серо-коричневые[19]. Подвид был описан Кэмпбеллом в 1901 году[21].

M. l. leucopterus и M. l. edouardi, как правило, меньше, чем их родственники с материка, и имеют небольшие семейные группы, состоящие только из одного самца и одной самки, иногда с одной птицы-помощника. В то время, как у островных подвидов и материкового вида были обнаружены идентичные социальные структуры, гнездящиеся пары на обоих островах, в среднем, имеют маленькие кладки, долгий период инкубации и небольшое количество птенцов. Кроме того, M. l. leuconotus согласно данным МСОП находится в списке видов под наименьшей угрозой в связи с его широким распространением, в то время как островные подвиды согласно данным правительства Австралии считаются уязвимыми из-за хрупких мест гнездования, которые легко потревожить в результате строительства жилищ.

### Происхождение вида
Оба островных подвида имеют более близкое генетическое расстояние с материковой популяцией leuconotus, чем друг с другом, поскольку остров Дерк-Хартог находится в 2 км от Австралии, остров Барроу — в 56 км. Поток генов между популяциями существовал в начале нынешнего межледниковья, около 8000 — 10000 лет назад, когда был низкий уровень моря, и оба острова соединялись с материком.
Существуют три теории, как могли появиться три подвида. В первой гипотезе предполагалось, что чёрное-белое оперение передавалось по наследству, и после отделения трёх популяций на материке развилась сине-белая окраска. Во второй гипотезе предполагалось, что чёрно-белое оперение является результатом конвергентной эволюции на двух отдельных островах. Третья говорит о том, что чёрно-белое оперение предалось по наследству только от сине-белых предков, так как поздние материковые виды имели синюю окраску.
Распространение трёх двухцветных расписных малюров указывает на то, что их предки жили в Новой Гвинее и северной Австралии в период, когда был низкий уровень моря и два региона соединялись сухопутным мостом. Популяции отделились после подъёма уровня моря, птицы из Новой Гвинеи птиц превратились стали белоплечими расписными малюрами, а австралийские формы — красноспинными и белокрылыми расписными малюрами.

## Описание

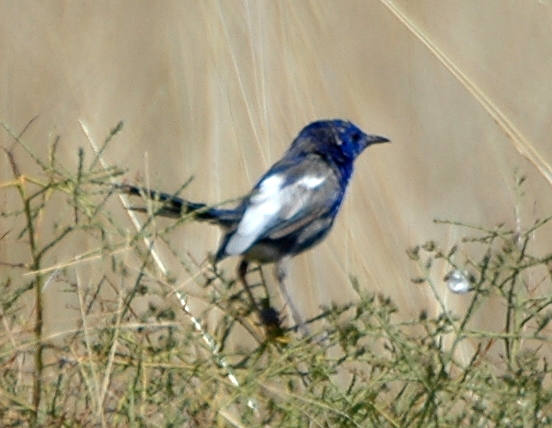
Самец в брачном наряде

Птица имеет длину 11-13,5 см, являясь одним из двух самых маленьких видов рода расписных малюров. Самцы обычно весят от 7,2 до 10,9 грамм, в то время как самки — от 6,8 до 11 грамм. Широкий у основания и узкий на конце клюв у самцов, в среднем, имеет длину 8,5 мм, в то время как у самок он составляет 8,4 мм. Широкий, но сильный клюв по форме схож у тех птиц, которые исследуют или добывают насекомых с их среды обитания. У этого вида более утончённый и заострённый клюв, чем у других малюров.
Половозрелые особи имеют половой диморфизм: самец крупнее и отличается оперением от самки. Взрослая самка песочно-коричневого цвета с самым светлым голубым хвостом и розовато-жёлтый клюв. Самец в брачном оперении имеет чёрный клюв, белые крылья и полностью тенарово синее или чёрное туловище (в зависимости от подвида). Контрастные белые перья особо заметны в полёте и наземных брачных игр. Самец в обычном оперении похож на самку, и отличается более тёмным клювом. Оба пола имеют длинные, тонкие, яркие хвосты, удерживаемые в вертикальном положении относительно их тела. Длиной около 6,25 см хвостовые перья имеют белые контуры, которые исчезают с износом.
Лысые и оперившиеся птенцы, а также молодые особи имеют розово-коричневые клювы и коричневое оперение с более короткими, чем у взрослых хвостами. К концу лета или осени (после весеннего и летнего сезона размножения) у молодых самцов развиваются голубое хвостовое оперение и тёмные клювы, в то время как у молодых самок — светло-синие хвосты. К последующей весне все самцы становятся фертильными, и у них развиваются половые железы, в которых вырабатывается сперма. В отличие от самцов у фертильных самок в период размножения развиваются опухшие родовые участки, которые являются лысыми зонами их брюшка. У двухлетних и трёхлетних самцов в период размножения может развиться пятнистое бело-синее оперение. На четвёртом году жизни, самцы облачаются в брачный наряд, в котором плечевые, вторичные кроющие и маховые перья — белые, когда остальные части их тела — тенарово синего цвета. Все половозрелые самцы линяют два раза в год: один раз — перед сезоном размножения зимой или весной, а второй раз — осенью. Самец редко линяет прямо с брачного на брачный наряд. Синее оперение размножающихся самцов, особенно кроющие перья уха, очень сильно переливаются из-за плоской и витой поверхности крючков на бородке пера. Синее оперение также сильно отражает ультрафиолетовые лучи, делая его более заметным среди других расписных малюров, чьё цветовое зрение находится в этой спектральной области.

### Вокализация
В 1980 году Тайдмэн выделил пять типов вокализации у подвида leuconotus, а Прует и Джонс подтвердили их наличие у подвида edouardi. Основным сигналом является трель, издаваемая самцом и самкой для защиты территории и объединения в группы. Эта долгая песня из «усиливающихся и затухающих нот», является первичным сигналом, состоящим из 3-5 звуков «чип». Хотя звук кажется слабым, он разносится на большие расстояния за пределами низкорослых кустарников. Резкий звук «трит» часто используется для установки связи (особенно между матерями и молодыми особями) и поднятия тревоги. Он характеризуется серией громких и резких сигналов, которые отличаются по частоте и интенсивности. Взрослые особи используют пронзительный писк, который периодически издаётся вместе с трелями, и используется для связи с птицами на дальних расстояниях. Лысые и оперившиеся птенцы, а также самки около гнезда используют чириканье — тихие, высокие и непродолжительные сигналы. При использовании этих звуков зрелой самкой, они смешиваются с резкими сигналами. Птенцы, чтобы поесть, могут также издавать «булькающие» звуки. Подобными звуками также пользуются птицы-помощники и охотники.

## Распространение и среда обитания
Белокрылый расписной малюр хорошо приспособлен к засушливому климату, а подвид leuconotus встречается на всех аридных и полу-аридных районах широтах между 19 и 32 параллелями материковой Австралии. Птица обитает на западном побережье Австралии от района Порт-Хедленд до южного Перта, ареал которой охватывает восточные области Маунт-Айза в Квинсленде, западную часть Большого Водораздельного хребта через центральный Квинсленд и запад Нового Южного Уэльса и северо-западную оконечность штата Виктория и полуострова Эйр через Налларбор. Птица обычно сожительствует с другими видами расписных малюров, такими как разноцветный расписной малюр. Белокрылый расписной малюр часто селится в пустошах или местностях, покрытых кустарником, среди которых доминируют лебеда и небольшие растения семейства маревых, или такие травы, как триодия и Zygochloa, а также в пойменных территориях, где произрастает мюленбекия. Ту же самую среду обитания населяет подвид leucopterus на Дерк-Хартоге и edouardi на острове Барроу. На севере своего ареала белокрылый расписной малюр сменяется материковым красноспинным расписным малюром.

## Поведение
Типичной формой передвижения птицы является прыжок, с помощью которого она обеими ногами одновременно отталкивается и приземляется на землю. Тем не менее, птица может бегать для отвлечения грызунов. Равновесие птицы поддерживается равномерно длинными хвостовыми перьями, которые обычно находятся в вертикальном положении. Короткие, закругленные крылья обеспечивают хороший первоначальный подъём, которые предназначены для коротких, но не долгих перелётов.
Птицы образуют сложные социальные группы. Кланы состоят из 2-4 птиц, как правило, из одного самца бурого или частично синего оперения и самки. Помощниками по ухаживанию за гнездом являются предыдущее поколение птиц, которое остаётся с семейной группой и участвует в воспитании молодняка: они могут быть как самцами, которые сохранили своё бурое оперение, или самками. Птицы в группе сидят бок о бок в густом укрытии и занимаются взаимной чисткой перьев. На одной территории могут жить несколько подгрупп, составляющие клан, который возглавляет один самец в синем или чёрном брачном оперении. Хотя самец с синим оперением доминирует над бурыми особями внутри своего клана, он гнездится только с одной самкой и принимает участие в заботе только её птенцов. Неясно, является ли он отцом других молодых особей из других гнёзд внутри своей территории.
Каждый клан имеет определённую земельную площадь, в которой кормятся все его члены, защищающие её от врагов. Размер территории, как правило, составляет 4-6 гектаров, в котором идут обильные дожди и имеются источники питания. На меньших территориях встречается, большое количество насекомых. Кроме того, во время зимы становится больше их кормовая территория, когда эти птицы большую часть своего времени проводят в поисках пищи для всего клана. Птица занимают гораздо большую территорию, чем другие малюры.
Наблюдаемое у этого вида «хлопанье крыльями» используется в нескольких ситуациях: когда самка, предварительно соглашаясь, отвечает на ухаживания самца, когда птенцы просят еду и когда птицы или юные самцы обращаются к старшим. Для этого птицы опускают голову и хвост, вытягивают и хлопают крыльями, держа открытым клюв.
И самец, и самка отвлекают грызунов от гнёзд с птенцами. Для этого они опускают голову и хвост, затем удерживаются крылья и распухают перья, а потом птицы начинают беспорядочно бегать вокруг хищника, издавая непрерывный сигнал тревоги.

### Питание
Прежде всего, белокрылый расписной малюр является насекомоядной птицей. В её рацион входят жесткокрылые, полужесткокрылые, моли, богомоловые, гусеницы и мелкие насекомые, в том числе пауки. Самка и самец, воспитывающие потомство, а также птицы-помощники обычно кормят птенцов более крупными насекомыми. Взрослые и юные особи добывают корм при помощи прыжков по лесной подстилке, добавляя к своему рациону плоды и семена лебеды, маревых и критмума. Весной и летом птицы в течение дня активны на рассвете и во время охоты поют песни. Многочисленные насекомые и лёгкая их поимка позволяют птицам отдыхать между налётами. Во время дневного зноя группа часто сидит в укрытии и отдыхает. Зимой птицы непрерывно кормятся весь день, поскольку в это время еду найти довольно трудно.

### Ухаживание и размножение
Расписные малюры имеют самый высокий процент беспорядочных половых связей, и многие птенцы, о которых заботится самец, не являются его биологическим потомством . Тем не менее, неясными среди белокрылых расписных малюров остаются способы ухаживания. В некоторых случаях самцы с синим оперением улетают за пределы своей территории, неся в клюве розовые или фиолетовые лепестки, которые дарятся самкам других кланов. Самцы с чёрным оперением на островах Барроу и Дерк-Хартог часто прилетают с синими лепестками . Хотя подношение лепестков на соседних территориях сильно наводит на мысль о спаривании с другими самками, необходим дальнейший генетический анализ.
Во время демонстрации подобных способов ухаживания самцы кланяются перед самкой, касаясь земли свои клювом, раскрывая и выравнивая своё оперение близ горизонтальной поверхности на 20 секунд. В этой позе белое оперение на его тёмном наряде образует красивую полосу.
Размножающиеся самки весной начинают строить свои гнезда и создавать куполообразные сооружения глубиной 6-14 см и шириной 3-9 мм, состоящие из паутины, очищенных злаков, листов чертополоха и растительной подстилки. Каждое гнездо имеет небольшой вход на одной из сторон, и обычно расположено в густых зарослях. Кладка состоит из 3-4 яиц, которые, как правило, высиживаются с сентября по январь. Время инкубации составляет около 14 дней. На юго-западе Австралии птицы обычно размножаются весной, особи, приспособленные к условиям аридных регионов центральной и северной Австралии, после сезона дождей могут плодиться практически в любой месяц. Высиживает яйца одинокая самка, а кормят потомство и выносят фекальные мешочки бурый или чёрный главный самец с птицами-помощниками. Белокрылый расписной малюр является птенцовой птицей, у которой птенцы рождаются лысыми и слепыми. После рождения птенцы сразу просят еду, а на 3 или 4 день начинают покрываться пухом и открывать глаза. Птенцы остаются в гнезде 10-11 дней, получая в течение 3-4 недель еду от родителей, после этого они покидают своё жильё. Взрослые особи либо остаются с семейной группой, чтобы воспитывать новое поколение, либо улетают на близлежащую территорию. Как и у других расписных малюров, основными гнездовым паразитом является краснохвостая бронзовая кукушка. Реже всего паразитами выступают блестящая бронзова кукушка и черноуховая бронзовая кукушка.

## Хищники и угрозы
Взрослые и молодые особи могут стать добычей таких хищных млекопитающих, как обыкновенная лисица и кошка, птиц, таких как ворона-свистун, флейтовые птицы (род), смеющаяся кукабара, вороны-флейтисты, вороны, сорокопутовые мухоловки и рептилий, таких как вараны. Ещё одна угроза для птиц исходит от людей: во время сезона размножения многие гнёзда оказываются растоптанными (иногда даже орнитологами), поскольку они хорошо спрятаны, и их трудно заметить.